# Пискуха степова
Ochotona pusilla (Пискуха степова) — вид гризунів з роду Пискуха (Ochotona) родини пискухових (Ochotonidae).

## Морфологія
Загальна довжина тіла у пискух цього виду становить 15.3–21 см. Самці й самиці мають однаковий розмір і їх важко відрізнити. Вони мають однакове забарвлення хутра: сірувато-коричневе на спині й біле на животі. Хвіст не видно. Голова коротка, вуха малі й округлі. Всі чотири ноги приблизно однакового розміру, проте задні трохи довші, ніж передні.

## Середовище проживання

### Сучасний стан справ
Країни проживання: Китай (Сіньцзян), Казахстан, Російська Федерація. Природним середовищем проживання є степ.

### Пискуха в Україні
Найзахідніший за своїм ареалом вид пискух, що в історичні часи (до 19 ст.) мешкав в Україні, зокрема відомі фактичні остеологічні знахідки на Полтавщині (публікації Івана Підоплічки). В давнину, коли цей вид мешкав в Україні, його називали «чекалкою», пізніше — «земляним зайцем».

## Життя

### Поведінка
Цей вид незвичний "тим, що він часто нічний» і «голос тварини зазвичай звучить у пізніх сутінках і всю ніч" (Smith et al. 1990). Загалом, O. pusilla може бути активною в будь-який час дня і ночі. Розкопує нори для укриття. Вокалізація звучить як свист. Раціон складається в основному з різних типів трав.
Степові пискухи не впадають в сплячку. Вони активні протягом всієї зими. Днями, коли шар снігу і швидкість вітру невеликі, вони піднімаються на поверхню і шукають їжу, поховану снігом. Вони не покладаються цілком на їх запаси трави.
Цей вид, як повідомляється, товариський. Великі колонії і сімейні групи поширені серед степових пискух. Однак ступінь соціальних взаємодій всередині виду не відомий. Щільність населення цього виду варіюватися від 0.1/га до 80/га.

### Відтворення
Буває від одного до тринадцяти малят у виводку. Кількість виводків на рік змінюється в залежності від віку самиці. Дорослі можуть дати 3—5 виводків на рік. Самиці можуть розмножуватися у віці 4—5 тижнів, у той час як самці стають зрілими наступного року. Вагітність триває близько 22-24 днів.

## Загрози та охорона
Перебуває під загрозою втрати місць проживання.